# アンドレアス・デジャ

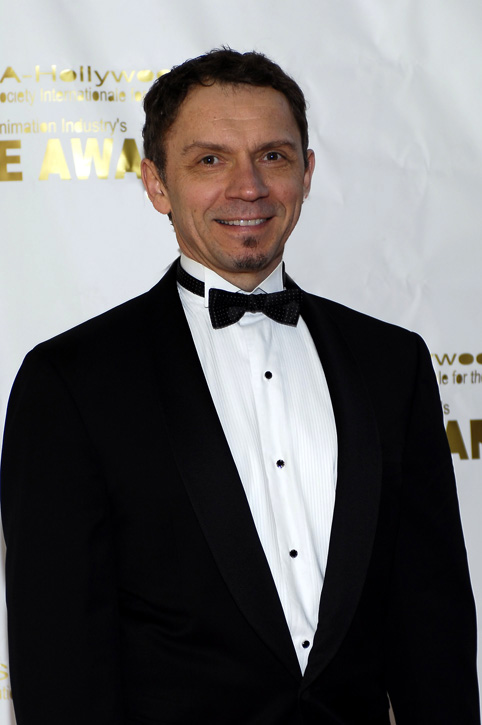
アンドレアス・デジャ

アンドレアス・デジャ（Andreas Deja、1957年 - ）はウォルト・ディズニー・カンパニーのアニメーター。ポーランドのグダニスクで生まれたドイツ人である。

## 来歴
彼は1958年以来ドイツのディンスラーケン(w:Dinslaken)に住み、エッセンにあるフォルクヴァング・アカデミー(Folkwang-Schule)でグラフィックデザインについて学んだ。長期にわたってディズニーのアニメーション映画のファンであった彼は、1980年同社のスタジオに入社。彼が携わった最初の映画は『コルドロン』である。この間に彼と同映画の美術に携わっていたティム・バートンは小寝室を共有したという。
デジャのスーパーバイジング・アニメーターとしての業績で最も知られているのは、ガストン（美女と野獣）、ジャファー（アラジン）、スカー（ライオン・キング）の三名のディズニー・ヴィランズである。また、現在はミッキーマウスのアニメーションのスペシャリストでもある。他にも主人公格のキャラクターを数多く担当している。
彼の最も新しい担当作品は、2007年に公開された映画『魔法にかけられて』のナリッサ女王である。
2007年の第34回アニー賞で、デジャはウィンザー・マッケイ賞を授与された。

## スーパーバイジング・アニメーターの経歴
括弧内の公開年はアメリカ合衆国のもの。
- ガーギ - コルドロン（1985年）
- フィジェット - オリビアちゃんの大冒険（1986年）
- ロジャー・ラビット - ロジャー・ラビット（1988年）
- トリトン - リトル・マーメイド（1989年）
- バーナード、ビアンカ - ビアンカの大冒険 ゴールデン・イーグルを救え!（1990年）
- プーさん - w:Cartoon All-Stars to the Rescue（1990年）、ティガー・ムービー プーさんの贈りもの（2000年）、くまのプーさん 完全保存版II ピグレット・ムービー（2003年）、くまのプーさん ザ・ムービー/迷子になったランピー（2005年）
- ガストン - 美女と野獣（1991年）
- ジャファー - アラジン（1992年）
- スカー - ライオン・キング（1994年）
- ヘラクレス - ヘラクレス（1997年）
- ミッキーマウス - ファンタジア2000（1999年）、w:Mickey Mouse Works（1999年）
- ミニーマウス - w:Mickey Mouse Works内Figaro the Kitten（1999年）
- ピグレット - ティガー・ムービー プーさんの贈りもの（2000年）、くまのプーさん 完全保存版II ピグレット・ムービー（2003年）、くまのプーさん ザ・ムービー/迷子になったランピー（2005年）
- リロ - リロ・アンド・スティッチ（2002年）
- ウェスリー - ホーム・オン・ザ・レンジ にぎやか農場を救え!（2004年）
- バンビ - バンビ2/森のプリンス（2006年）
- ナリッサ女王 - 魔法にかけられて（2007年）